# Ногера-Пальяреса
Ногера-Пальяреса (исп. Noguera Pallaresa) — река в Каталонии, Испания. Начинается в Пиренеях, и впадает в реку Сегре. Длина реки — 154 км.
Высота истока — 1860 м над уровнем моря. Место истока называется Эра-Фонт-д’эра-Ногерета (Era Font d’era Noguereta) и находится в муниципалитете Наут-Аран (район Валь-д'Аран), всего в ста метрах от истока Гаронны, но в отличие от неё направляется не в Атлантический океан, а на юг к Сегре, которая в конце концов несёт свои воды в Средиземное море.
Река протекает через Камарасу, Эстерри-д’Анеу, Пальярс-Собира, Ла-Гингета-д’Анеу, Таларн, Ажер.